# Cerodirphia
Cerodirphia is een geslacht van vlinders van de familie nachtpauwogen (Saturniidae). De wetenschappelijke naam van het geslacht is gepubliceerd in 1949 door Charles D. Michener.
De typesoort van het geslacht is Phricodia rubripes Draudt, 1930.

## Soorten
- C. amamartinensis Ronald Brechlin, 2017
- C. annelisae Ronald Brechlin, Horst Käch & Frank Meister, 2013
- C. apunctata Dias & Lemaire, 1991
- C. araguensis Lemaire, 1971
- C. arpi Draudt, 1930
- C. avenata (Draudt, 1930)
- C. azuayana Brechlin, Käch & Meister, 2013
- C. bahiana Lemaire, 2002
- C. bahikani 2012
- C. barbuti Rougerie & Herbin, 2004
- C. brunnea (Draudt, 1930)
- C. candida Lemaire, 1969
- C. candidoides 2018
- C. consaepta (Draudt, 1930)
- C. cutteri (Schaus, 1927)
- C. chanchillensis 2011
- C. chinchana 2018
- C. chrisbrechlinae 2011
- C. diosiana 2011
- C. fabiani 2016
- C. flammans Lemaire, 1973
- C. flavoscripta (Dognin, 1901)
- C. flavosignata (F. Johnson & Michener, 1948)
- C. fuliginosa Bouvier, 1930
- C. fuscajamarcensis 2011
- C. fuscarpishiana 2011
- C. gachala 2017
- C. giustii 2018
- C. gualaceensis Lemaire, 2002
- C. harriconcepciona 2018
- C. harrisae Lemaire, 1975
- C. harrisoides 2018
- C. inopinata Lemaire, 1982
- C. kaechi 2016
- C. kattyae Brechlin, Käch & Meister, 2013
- C. lojensis Lemaire, 1988
- C. luyana 2018
- C. mandoriana 2011
- C. marahuaca Lemaire, 1971
- C. mielkei Lemaire, 2002
- C. moronensis Brechlin, Käch & Meister, 2013
- C. mota (Druce, 1911)
- C. motcaucensis 2018
- C. nadiana Lemaire, 1975
- C. napoensis Lemaire, 1981
- C. occikani 2011
- C. ockendeni Lemaire, 1985
- C. opis (Schaus, 1892)
- C. pachona (Draudt, 1929)
- C. panguana 2017
- C. paradama 2011
- C. paraspeciosa 2017

- C. parvagans 2011
- C. peigleri Naumann, Brosch & Wenczel, 2005
- C. porioni Lemaire, 1982
- C. pruvoti 2017
- C. radama (Druce, 1904)
- C. riekerti 2018
- C. riojensis 2011
- C. rosacordis (Walker, 1855)
- C. roseamazonica 2011
- C. rosecuscoensis 2011
- C. roseissima 2002
- C. roseobasalis 2011
- C. rubripes (Draudt, 1930)
- C. rubrocarpishiana 2011
- C. sanctimartinensis Lemaire, 1982
- C. sexfasciata 1869	)
- C. simplex Dognin, 1924
- C. sinjaevi 2016
- C. siriae 2011
- C. speciosa (Cramer, 1777)
- C. upanona Draudt, 1929
- C. vagans (Walker, 1855)
- C. wellingi Lemaire, 1973
- C. zalkindi 2018
- C. zamorana 2011
- C. zikani (Schaus, 1921)
- C. zulemae 2008